# Зимов, Сергей Афанасьевич
Серге́й Афана́сьевич Зимов — советский и российский эколог, начальник Северо-Восточной научной станции в пос. Черский ТИГ ДВО РАН, старший научный сотрудник Тихоокеанского института географии ДВО РАН, с 1988 года осуществляющий эксперимент по восстановлению ландшафта «мамонтовой степи» на современном ландшафте тундры.

## Научная деятельность
Известен прежде всего как создатель и вдохновитель проекта «Плейстоценовый парк», цель которого — восстановление высокопродуктивных степных «мамонтовых» экосистем Северной Евразии (см. тундростепь). Осуществление этого проекта, помимо прочего, позволило бы приостановить эмиссию метана из северных болот и озёр.
Сергей Зимов — автор статей в журналах Science, Nature и других. В 2014 году он выступил на конференции Megafauna and Ecosystem Function в Оксфорде. Дело Сергея Афанасьевича поддерживает также и его сын Никита Зимов.

## Цитаты
- …Если даже у нас в холодной Арктике она [мерзлота] начала таять, то скоро это произойдет повсеместно. И тогда все, о чём договорились по климату в Париже, будет несущественно. (2022)
- Мир раскололся, и с каждым днем растет вероятность, что проблема потепления климата может быть решена быстро и эффективно, с помощью технологии ядерной зимы. У военных климатологов в армии США и России все необходимое для этого готово. Готовность двухминутная. Такого решения проблемы климата не хочет никто. (авг. 2022)